# クリスプ・ブレッド
クリスプ・ブレッド（英語: crisp bread）は、平たく乾いた北欧のクラッカー状のパンである。
スウェーデン語ではクネッケブレード (knäckebröd)、ノルウェー語でもクネッケブレー (knekkebrød)、デンマーク語ではクネックブレド (knækbrød)、アイスランド語ではリョックブレユズ (hrökkbrauð)、フィンランド語ではナッキレイパ (näkkileipä)と呼ばれる。

## 概要

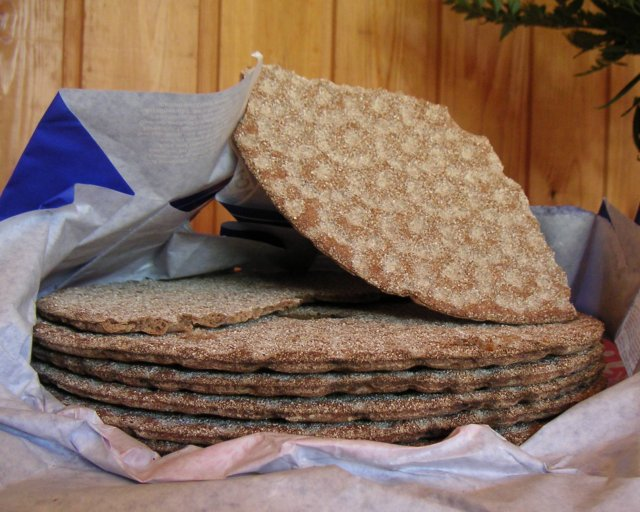
クリスプ・ブレッド

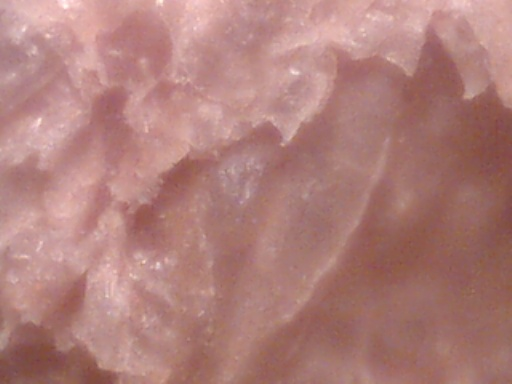
クリスプ・ブレッドの表面（60倍）

ほとんどのクリスプ・ブレッドはライ麦を含んでおり、ごく軽量で携帯に便利な形状をしており、非常に安価で、乾燥した状態で保存すれば非常に長期間新鮮で食べられる状態を維持できるため、軍隊や学校でよく消費される。古来より、耐寒性の強いライ麦から作られるクリスプ・ブレッドは一度に大量に作って長期間保存できるため、北欧の民の主食とされ、貧民の常食であるとも考えられていたが、全粒穀物から作られたクリスプ・ブレッドはカロリーが低く食物繊維が豊富で栄養価が高いため、近年になり北欧諸国やその他の欧米諸国では、クリスプ・ブレッドに対し健康食としての新たな認識が生まれてきている。

## 起源
幾つかの情報によれば、クリスプ・ブレッドには1000年以上の歴史があり、ヴァイキングの侵略活動では航海中数箇月間保存できる乾パンとして、彼らの主食を成したという。
伝統的なクリスプ・ブレッドは約500年前に発明された。

## 成分
クリスプ・ブレッドは伝統的にライ麦の全粒粉、塩、水から作られる。
しかしながら現在では多くのクリスプ・ブレッドは小麦粉、香辛料、その他の穀物から作られ、しばしば酵母やサワードウで醗酵させて口当たりを軽くしてある。
酵母などの膨張剤を使用しないクリスプ・ブレッドの場合、生地の中に機械的に気泡を発生させて同じ効果を得ている。伝統的な手法では砕いた氷を生地の中に混ぜ入れ、これを成形してすぐに焼くことで氷を蒸発させ、気泡を発生させていた。現在では多量の水を含ませた生地を冷却し、気泡が発生するまで撹拌している。もう一つの方法は、圧力をかけたエクストルーダー（押出機）の中で生地をこねるというものである。急激に圧力を下げると水分が蒸発して生地の中に気泡が発生する。
クリスプ・ブレッドは通常200から250℃のオーブンで、僅か数分で焼きあげられる。

### 由来・類似など

#### パン
- フラットブレッド：チャパティやナン、ピタなど「平たいパン」の総称。
- フラットブレッド (ノルウェー料理)：オオムギから作るノルウェーの平たいパン。
- フォカッチャ
- 堅パン
- 乾パン
- ラスク
- プレッツェル
- クラコット
- クラッカー (食品)
- ショートブレッド
- スナックバー (菓子類)

### 用途
- 非常食
- 保存食
- レーション
- 防災用品